# اوه! برادران (فیلم ۲۰۰۳)
اوه! برادران (به کره‌ای: 오! 브라더스) یک فیلم کمدی محصول سال ۲۰۰۳ کره جنوبی به نویسندگی و کارگردانی کیم یونگ هوا با بازی لی جونگ جه و لی بوم سو است. داستان فیلم حول محور دو برادر ناتنی است که تا به حال یکدیگر را ملاقات نکرده‌اند و زمانی که به‌طور اتفاقی با هم‌آشنا می‌شوند، عشق برادرانه‌شان را دوباره به دست می‌آورند. این فیلم در ۵ سپتامبر ۲۰۰۳ به نمایش درآمد.

## بازیگران
- لی جونگ جه در نقش اوه سانگ وو، یک کارآگاه
- لی بوم سو در نقش اوه بونگ گو، یک بیمار مبتلا به پیری زودرس
- لی مون شیک در نقش رهبر تیم جونگ
- ریو سونگ سو در نقش هیو گی ته
- کیم جون هی در نقش یون ها

## بازخورد

### باکس آفیس
از ۳۰ ژوئیهٔ ۲۰۲۴، اوه! برادران بیش از ۳ میلیون بیننده در سراسر کشور کره جنوبی جذب کرد و ششمین فیلم پرفروش کره جنوبی در سال ۲۰۰۳ است.